# 他阿一雲
他阿 一雲（たあ いちうん、本名：河野 憲善〈こうの けんぜん〉、1910年〈明治43年〉6月 - 2004年〈平成16年〉8月26日）は、兵庫県神戸市生まれの時宗の73世法主（遊行上人）、藤沢市清浄光寺56世住職（藤沢上人）。島根大学名誉教授（専門は日本思想史）。

## 略歴
- 1910年（明治43年）6月 : 兵庫県神戸市にて河野仁善の長男として誕生
- 1923年（大正12年）5月 : 島根県簸川郡塩冶村（現:出雲市塩冶）高勝寺の河野仁善に就き得度。その後、甲府一蓮寺の河野良心に師事
- 1931年（昭和6年） : 宗戒両脈相承
- 1935年3月 : 京都帝国大学卒業
- 1935年4月 : 時宗宗学林講師
- 1939年6月 : この頃愛知県工業実務学校講師
- 1941年10月 : 愛知県夜間工業学校講師着任
- 1942年6月 : この頃愛知県刈谷高等女学校講師
- 1945年10月 : この頃島根青年師範学校教授
- 1949年7月31日 : 島根大学助教授、島根大学教育学部出雲分教場勤務
- 1950年4月1日 : 教育学部に転任
- 1951年4月15日 : 文理学部に転任
- 1966年4月1日 : 同学部教授（哲学）に
- 1974年5月 : 同大名誉教授に
- 1983年 : 法主候補者就任（御院代）
- 1990年（平成2年）3月 : 遊行73代藤沢56世の法燈を相続し一雲と号す
- 1994年5月 : お砂持厳修
- 2003年4月 : 病気により引退
- 2004年8月26日 : 遷化。世寿94歳

## 著作
- 『一遍教学と時衆史の研究』（東洋文化出版、1981年）

### 論文
- CiNii>河野憲善
- INBUDS>河野憲善

## エピソード
- 本人によると、旧制松江高等学校の後輩に古田紹欽がいる。
- 山梨県甲府市の一蓮寺河野良心に師事した頃、中学校に通ったようで甲府中学卒業の学歴がある。
- 京都帝国大学では、最初物理を学び、後にインド哲学に転科している。理由は両方ともやりたかったからなのだそう。

### 引退後の扱い
時宗の遊行上人は終身制であるため途中で病にかかって長期入院してしまっても代務者を立てることができなかった。このような制度により遊行上人が遷化（死亡）した後、前任に代わり法主候補者が新たに遊行上人となるのが従来の事務処理上手続きであった。
ただし、この制度には不都合な面があり、それは病などにより任務が遂行できなくなるような状態であっても遊行上人は任務を継続しなければならず、周囲の僧侶が運営する行事に停滞が発生することが問題としてあった。
この問題を解決するため遊行上人が任務を執行できない状態や環境に陥った場合、直ちに任務執行者である遊行上人は退位して代務者が代務行うように時宗の規則の改正を行った。
2003年4月、体調不良ため他阿一雲上人は故郷の出雲に送り返された。
10月24日には遊行74世他阿真円上人の晋山式挙行。
2004年7月容体悪化、2004年8月26日未明薨去。